# Oscar Garschagen
Oscar Garschagen (* 29. November 1952 in Amsterdam) ist ein niederländischer Journalist. Er war von 1998 bis 2000 Chefredakteur der politischen Wochenzeitschrift Vrij Nederland und von 2000 bis 2003 Chefredakteur der Tageszeitung Algemeen Dagblad.

## Leben
Nach der Ableistung seines Wehrdienstes startete Garschagen seine journalistische Laufbahn bei der Tageszeitung Trouw, wo er zunächst in der Fotoredaktion arbeitete und nach anderthalb Jahren Reporter wurde. 1977 wechselte er in derselben Funktion zu de Volkskrant und ergänzte 1981 die Parlamentsredaktion in Den Haag. 1986 wurde Garschagen Korrespondent in Brüssel, 1993 in Washington. 1998 übernahm er als Nachfolger des verstorbenen Joop van Tijn die Chefredaktion von Vrij Nederland. Die Umwandlung von einer Zeitung in ein Magazin war zu der Zeit seines Antritts vollständig abgeschlossen worden, doch nun begann die Auflage erheblich zu sinken, was auch durch konzeptionelle Neuerungen nicht mehr abzuwenden war. Im Jahr 2000 nahm Garschagen schließlich das Angebot des Algemeen Dagblad an die Nachfolge des Chefredakteurs Peter van Dijk anzutreten, zudem ihm nach eigenem Bekunden der Rahmen einer Tageszeitung letztendlich doch mehr lag. Seine Nachfolgerin bei Vrij Nederland wurde Xandra Schutte.
Auch beim Algemeen Dagblad hatte es erhebliche Auflagenverluste gegeben, denen Garschagen mit neuen Rubriken, mehr Raum für Nachrichten auf der Vorderseite und einem durchgängigeren, auch auf die Beilagen ausgedehnten Layout zu begegnen versuchte. Ihm stand der Sinn nach einer populären Qualitätszeitung für die ganze Familie, der er jedoch schlussendlich nicht lange vorstehen sollte. Ein erstes Unbehagen entstand in der Redaktion, als Garschagen im März 2002 seine Stellvertreterin Anne Branbergen entließ. Im Januar 2003 wurde das Algemeen Dagblad zusammen mit drei anderen Regionalzeitungen aus Südholland und Anzeigenblättern des gleichen Herausgebers, dem Verlagskonzern PCM Uitgevers, in die neue Tochtergesellschaft Algemene Media Groep (AMG) überführt. Sowohl der Chefredakteur als auch der Direktor des Rotterdams Dagblad übernahmen die Leitung der AMG und gaben hierfür ihre alten Posten auf, womit die AMG von Zeitungsleuten geleitet wurde, deren alte Wirkungsstätte eine Auflage von weniger als ein Drittel des Algemeen Dagblad auf die Waage brachte. Die Redaktion warf Garschagen vor ihre Interessen PCM gegenüber nicht ausreichend vertreten zu haben; da eine entsprechende Forderung des Redaktionsrates nicht die nötige Dreiviertelmehrheit erlangte, trat dieser zurück. Einer bereits beschlossenen Ablösung durch das PCM-Direktorium kam Garschagen mit seinem Rücktritt zuvor.
Im September 2003 wurde Garschagen Korrespondent in Tel Aviv für das NRC Handelsblad und ersetzte damit Salomon Bouman, der diese Funktion 36 Jahr lang bekleidet hatte. Anders als sein Vorgänger und den zeitweise entsandten Verstärkungen, die zumindest eine der Sprachen Arabisch und Hebräisch beherrscht hatten, musste er für seine neue Tätigkeit gleich beide Sprachen von Grund auf neu lernen, da es ihm um die Darstellung des Nahostkonflikts von beiden Seiten aus ging. Garschagen war daher zunächst in Israel auf Englisch (manchmal auch Französisch) und in den besetzten Gebieten auf Dolmetscher angewiesen.

## Auszeichnungen
- 1993: Anne Vondelingprijs